# Tsarévitch
Pour les articles homonymes, voir Tsarevitch (homonymie).
 (décembre 2024).
Si vous disposez d'ouvrages ou d'articles de référence ou si vous connaissez des sites web de qualité traitant du thème abordé ici, merci de compléter l'article en donnant les références utiles à sa vérifiabilité et en les liant à la section « Notes et références ».
Le tsarévitch (russe : царевич) est le nom improprement donné à l'héritier du trône impérial russe en occident. Le titre exact était grand-duc tsésarévitch (Цесаревич и Великий Князь). Le titre est généralement porté par le fils aîné du tsar. Il signifie fils du tsar, par adjonction du suffixe « -évitch » au titre impérial servant ici de patronyme.
Le titre désignait à l'origine les fils d'un potentat, russe ou non, portant le titre de tsar. Il était utilisé pour parler des enfants des souverains de Kiev, de Géorgie, etc. En 1721, le titre officiel du souverain russe fut occidentalisé : Pierre le Grand, délaissant le tsarat prit celui d'empereur (Император, imperator) de Russie. Un titre particulier fut alors composé pour le grand-duc fils aîné de l'empereur : tsésarévitch, c'est-à-dire le fils du César.